# Svenska cupen i fotboll för damer 2013/2014
Svenska cupen i fotboll för damer 2013/2014 var den 32:a säsongen av huvudcupen för damer i Sverige. Turneringen vanns av Linköpings FC, som finalbesegrade Kristianstads DFF med 2–1.

## Matcher

### Omgång 1
| 1     | 23 mars 2013 | Nittorps IK | 1 – 2           | Torslanda IK            | Dalshov                                             |                                                     |
| 12:00 | 12:00        | Lindberg 3′ | (1 – 1) Rapport | 36′ Holst 57′ Johansson | Dalstorp Publik: 40 Domare: Mirsad Sela (Sjömarken) | Dalstorp Publik: 40 Domare: Mirsad Sela (Sjömarken) |
| 12:00 | 12:00        |             |                 |                         | Dalstorp Publik: 40 Domare: Mirsad Sela (Sjömarken) | Dalstorp Publik: 40 Domare: Mirsad Sela (Sjömarken) |
| 12:00 | 12:00        |             |                 |                         | Dalstorp Publik: 40 Domare: Mirsad Sela (Sjömarken) | Dalstorp Publik: 40 Domare: Mirsad Sela (Sjömarken) |

| 2     | 29 mars 2013 | IF Angered United | 2 – 6           | IK Rössö Uddevalla                             | Hjällbovallen                                     |                                                   |
| 14:00 | 14:00        | Sabir 86′, 86′    | (0 – 3) Rapport | 1′, 51′, 55′ Bagger 25′ Ljungberg 88′ Carlsson | Angered Publik: 20 Domare: Damir Uhota (Göteborg) | Angered Publik: 20 Domare: Damir Uhota (Göteborg) |
| 14:00 | 14:00        |                   |                 |                                                | Angered Publik: 20 Domare: Damir Uhota (Göteborg) | Angered Publik: 20 Domare: Damir Uhota (Göteborg) |
| 14:00 | 14:00        |                   |                 |                                                | Angered Publik: 20 Domare: Damir Uhota (Göteborg) | Angered Publik: 20 Domare: Damir Uhota (Göteborg) |

| 3     | 6 april 2013 | IFK Mora FK | 0 – 2           | IK Huge                   | Prästholmens IP                                    |                                                    |
| 12:00 | 12:00        |             | (0 – 1) Rapport | 28′ Lindqvist 78′ Backman | Mora Publik: 28 Domare: Peter Johansson (Borlänge) | Mora Publik: 28 Domare: Peter Johansson (Borlänge) |
| 12:00 | 12:00        |             |                 |                           | Mora Publik: 28 Domare: Peter Johansson (Borlänge) | Mora Publik: 28 Domare: Peter Johansson (Borlänge) |
| 12:00 | 12:00        |             |                 |                           | Mora Publik: 28 Domare: Peter Johansson (Borlänge) | Mora Publik: 28 Domare: Peter Johansson (Borlänge) |

| 4     | 7 april 2013 | Karlskrona FF           | 2 – 0           | FC Oscarshamn | Jämjö IP                                          |                                                   |
| 12:00 | 12:00        | Jolin 30′ Andersson 67′ | (1 – 0) Rapport |               | Jämjö Publik: 84 Domare: Joakim Skajvik (Lyckeby) | Jämjö Publik: 84 Domare: Joakim Skajvik (Lyckeby) |
| 12:00 | 12:00        |                         |                 |               | Jämjö Publik: 84 Domare: Joakim Skajvik (Lyckeby) | Jämjö Publik: 84 Domare: Joakim Skajvik (Lyckeby) |
| 12:00 | 12:00        |                         |                 |               | Jämjö Publik: 84 Domare: Joakim Skajvik (Lyckeby) | Jämjö Publik: 84 Domare: Joakim Skajvik (Lyckeby) |

| 5     | 7 april 2013 | Norrstrands IF | 0 – 7           | Sils IF                                                                           | Kewab Arena                                        |                                                    |
| 15:00 | 15:00        |                | (0 – 4) Rapport | 13′ Emanuelsson 29′ Johansson 33′ Ekman 42′, 53′ Larsson 72′ Holmgren 88′ Persson | Karlstad Domare: Caroline Lindqvist (Kristinehamn) | Karlstad Domare: Caroline Lindqvist (Kristinehamn) |
| 15:00 | 15:00        |                |                 |                                                                                   | Karlstad Domare: Caroline Lindqvist (Kristinehamn) | Karlstad Domare: Caroline Lindqvist (Kristinehamn) |
| 15:00 | 15:00        |                |                 |                                                                                   | Karlstad Domare: Caroline Lindqvist (Kristinehamn) | Karlstad Domare: Caroline Lindqvist (Kristinehamn) |

| 6     | 12 april 2013 | Västerviks FF | 0 – 8           | Landsbro IF FK                                                          | Bökensved                                     |                                               |
| 19:00 | 19:00         |               | (0 – 4) Rapport | 22′, 66′ Norén 37′, 39′ Gustafsson 40′, 68′, 79′ Lennartsson 65′ Linder | Västervik Domare: Christian Högström (Totebo) | Västervik Domare: Christian Högström (Totebo) |
| 19:00 | 19:00         |               |                 |                                                                         | Västervik Domare: Christian Högström (Totebo) | Västervik Domare: Christian Högström (Totebo) |
| 19:00 | 19:00         |               |                 |                                                                         | Västervik Domare: Christian Högström (Totebo) | Västervik Domare: Christian Högström (Totebo) |

| 7     | 13 april 2013 | Kungsbacka DFF                         | 3 – 0 (e.fl.)   | Vara SK | Inlags konstgräs                            |                                             |
| 13:30 | 13:30         | Johansson 94′ Olsson 97′ Svensson 105′ | (0 – 0) Rapport |         | Kungsbacka Domare: Béchir Doghmani (Fjärås) | Kungsbacka Domare: Béchir Doghmani (Fjärås) |
| 13:30 | 13:30         |                                        |                 |         | Kungsbacka Domare: Béchir Doghmani (Fjärås) | Kungsbacka Domare: Béchir Doghmani (Fjärås) |
| 13:30 | 13:30         |                                        |                 |         | Kungsbacka Domare: Béchir Doghmani (Fjärås) | Kungsbacka Domare: Béchir Doghmani (Fjärås) |

| 8     | 13 april 2013 | Öfvre Adolfsberg FC | 1 – 8           | IFK Norrköping DFK                                               | Pettersbergs IP                           |                                           |
| 14:00 | 14:00         | Walfridsson 66′     | (0 – 4) Rapport | 1′, 81′ Ekman 14′ Petersson 61′, 72′ Memedov 73′ Johansson Prakt | Örebro Domare: Christer Lundsten (Örebro) | Örebro Domare: Christer Lundsten (Örebro) |
| 14:00 | 14:00         |                     |                 |                                                                  | Örebro Domare: Christer Lundsten (Örebro) | Örebro Domare: Christer Lundsten (Örebro) |
| 14:00 | 14:00         |                     |                 |                                                                  | Örebro Domare: Christer Lundsten (Örebro) | Örebro Domare: Christer Lundsten (Örebro) |

| 9     | 13 april 2013 | Remsle UIF FF | 0 – 6           | Spölands Vännäs IF                                               | Nipvallen                                 |                                           |
| 14:00 | 14:00         |               | (0 – 3) Rapport | 20′ Johansson 22′ E. Åström 43′, 87′ Eriksson 54′, 67′ U. Åström | Sollefteå Domare: Stefan Nilsson (Bjästa) | Sollefteå Domare: Stefan Nilsson (Bjästa) |
| 14:00 | 14:00         |               |                 |                                                                  | Sollefteå Domare: Stefan Nilsson (Bjästa) | Sollefteå Domare: Stefan Nilsson (Bjästa) |
| 14:00 | 14:00         |               |                 |                                                                  | Sollefteå Domare: Stefan Nilsson (Bjästa) | Sollefteå Domare: Stefan Nilsson (Bjästa) |

| 10    | 13 april 2013 | Bergdalens IK | 1 – 8           | IFK Värnamo                                                     | Lassalyckan                                     |                                                 |
| 16:30 | 16:30         | Eres 16′      | (1 – 4) Rapport | 1′, 9′, 31′, 43′ Claesson 49′, 53′, 83′ Götesson 70′ Weidenmark | Ulricehamn Domare: Staffan Genberg (Ulricehamn) | Ulricehamn Domare: Staffan Genberg (Ulricehamn) |
| 16:30 | 16:30         |               |                 |                                                                 | Ulricehamn Domare: Staffan Genberg (Ulricehamn) | Ulricehamn Domare: Staffan Genberg (Ulricehamn) |
| 16:30 | 16:30         |               |                 |                                                                 | Ulricehamn Domare: Staffan Genberg (Ulricehamn) | Ulricehamn Domare: Staffan Genberg (Ulricehamn) |

| 11    | 14 april 2013 | P18 IK                                         | 4 – 3           | FC Djursholm           | Rävhagen                           |                                    |
| 12:00 | 12:00         | Fröberg 18′ Liljeström 41′, 69′ Mårtensson 67′ | (2 – 2) Rapport | 10′, 32′, 82′ Laitinen | Visby Domare: Pelle Öström (Visby) | Visby Domare: Pelle Öström (Visby) |
| 12:00 | 12:00         |                                                |                 |                        | Visby Domare: Pelle Öström (Visby) | Visby Domare: Pelle Öström (Visby) |
| 12:00 | 12:00         |                                                |                 |                        | Visby Domare: Pelle Öström (Visby) | Visby Domare: Pelle Öström (Visby) |

| 12    | 17 april 2013 | Tyresö DFF | 0 – 3           | IFK Täby FK                        | Tyresövallen                                   |                                                |
| 20:00 | 20:00         |            | (0 – 2) Rapport | 9′ Rolin 36′ Sundqvist 81′ Persson | Tyresö Publik: 25 Domare: Esra Kisa (Norsborg) | Tyresö Publik: 25 Domare: Esra Kisa (Norsborg) |
| 20:00 | 20:00         |            |                 |                                    | Tyresö Publik: 25 Domare: Esra Kisa (Norsborg) | Tyresö Publik: 25 Domare: Esra Kisa (Norsborg) |
| 20:00 | 20:00         |            |                 |                                    | Tyresö Publik: 25 Domare: Esra Kisa (Norsborg) | Tyresö Publik: 25 Domare: Esra Kisa (Norsborg) |

| 13    | 24 april 2013 | Stehags AIF                                        | 4 – 3           | FC Bjerred                          | Berga IP                              |                                       |
| 19:15 | 19:15         | Andersson 30′ Jönsson 31′ Nilsson 42′ Berglund 46′ | (3 – 1) Rapport | 24′ Salmela 52′ Lindgren 80′ (sjm.) | Eslöv Domare: Jörgen Berggren (Malmö) | Eslöv Domare: Jörgen Berggren (Malmö) |
| 19:15 | 19:15         |                                                    |                 |                                     | Eslöv Domare: Jörgen Berggren (Malmö) | Eslöv Domare: Jörgen Berggren (Malmö) |
| 19:15 | 19:15         |                                                    |                 |                                     | Eslöv Domare: Jörgen Berggren (Malmö) | Eslöv Domare: Jörgen Berggren (Malmö) |

| 14    | 1 maj 2013 | Egnahems BK | 0 – 6           | Lidköpings FK                                                | Rosenlunds IP                             |                                           |
| 13:00 | 13:00      |             | (0 – 3) Rapport | 18′ Berling 32′, 43′, 89′ Lagerbratt 49′ Öberg 61′ Reinhardt | Jönköping Domare: Claes Helgesson (Eksjö) | Jönköping Domare: Claes Helgesson (Eksjö) |
| 13:00 | 13:00      |             |                 |                                                              | Jönköping Domare: Claes Helgesson (Eksjö) | Jönköping Domare: Claes Helgesson (Eksjö) |
| 13:00 | 13:00      |             |                 |                                                              | Jönköping Domare: Claes Helgesson (Eksjö) | Jönköping Domare: Claes Helgesson (Eksjö) |

| 15    | 1 maj 2013 | Krokom/Dvärsätt IF                              | 4 – 1           | IFK Timrå      | Jämtkraft Arena                                |                                                |
| 14:00 | 14:00      | Krnjaic 42′ Lenell 57′ Jonsson 75′ Forsberg 82′ | (1 – 0) Rapport | 58′ Söderström | Östersund Domare: Robin Albertsson (Östersund) | Östersund Domare: Robin Albertsson (Östersund) |
| 14:00 | 14:00      |                                                 |                 |                | Östersund Domare: Robin Albertsson (Östersund) | Östersund Domare: Robin Albertsson (Östersund) |
| 14:00 | 14:00      |                                                 |                 |                | Östersund Domare: Robin Albertsson (Östersund) | Östersund Domare: Robin Albertsson (Östersund) |

| 16    | 1 maj 2013 | BK Vången               | 2 – 0           | Ljungby IF | Oxievångs IP                                       |                                                    |
| 14:30 | 14:30      | Al-Baker 6′ Janstad 64′ | (1 – 0) Rapport |            | Oxie Publik: 100 Domare: Jilan Taher (Helsingborg) | Oxie Publik: 100 Domare: Jilan Taher (Helsingborg) |
| 14:30 | 14:30      |                         |                 |            | Oxie Publik: 100 Domare: Jilan Taher (Helsingborg) | Oxie Publik: 100 Domare: Jilan Taher (Helsingborg) |
| 14:30 | 14:30      |                         |                 |            | Oxie Publik: 100 Domare: Jilan Taher (Helsingborg) | Oxie Publik: 100 Domare: Jilan Taher (Helsingborg) |

| 17    | 1 maj 2013 | IFK Munkfors  | 1 – 8           | Lillån FK                                                  | Munkfors Arena                          |                                         |
| 15:00 | 15:00      | Andersson 58′ | (0 – 4) Rapport | 9′, 12′, 73′, 82′ Sjöberg 18′, 69′ Thörn 39′, 83′ Hägglund | Munkfors Domare: Robin Smedman (Arvika) | Munkfors Domare: Robin Smedman (Arvika) |
| 15:00 | 15:00      |               |                 |                                                            | Munkfors Domare: Robin Smedman (Arvika) | Munkfors Domare: Robin Smedman (Arvika) |
| 15:00 | 15:00      |               |                 |                                                            | Munkfors Domare: Robin Smedman (Arvika) | Munkfors Domare: Robin Smedman (Arvika) |

| 18    | 1 maj 2013 | Torsby IF    | 1 – 2           | IF Viken               | Björnevi                                            |                                                     |
| 16:00 | 16:00      | Johnsson 84′ | (0 – 2) Rapport | 10′ Andersson 22′ Lind | Torsby Publik: 75 Domare: Thomas Friberg (Skoghall) | Torsby Publik: 75 Domare: Thomas Friberg (Skoghall) |
| 16:00 | 16:00      |              |                 |                        | Torsby Publik: 75 Domare: Thomas Friberg (Skoghall) | Torsby Publik: 75 Domare: Thomas Friberg (Skoghall) |
| 16:00 | 16:00      |              |                 |                        | Torsby Publik: 75 Domare: Thomas Friberg (Skoghall) | Torsby Publik: 75 Domare: Thomas Friberg (Skoghall) |

| 19    | 2 maj 2013 | BK Astrio                           | 3 – 6           | Hittarps IK                                                            | Söndrums IP                               |                                           |
| 19:00 | 19:00      | Zetterlund 49′ Norrby 57′ Staaf 80′ | (0 – 3) Rapport | 9′ Karlsson 20′, 86′ Johnsson 33′, 71′ M. Westerblad 56′ L. Westerblad | Halmstad Domare: Thomas Johansson (Hörby) | Halmstad Domare: Thomas Johansson (Hörby) |
| 19:00 | 19:00      |                                     |                 |                                                                        | Halmstad Domare: Thomas Johansson (Hörby) | Halmstad Domare: Thomas Johansson (Hörby) |
| 19:00 | 19:00      |                                     |                 |                                                                        | Halmstad Domare: Thomas Johansson (Hörby) | Halmstad Domare: Thomas Johansson (Hörby) |

| 20    | 6 maj 2013 | Ekerö IK | 0 – 7           | Västerås BK 30                                                                                       | Träkvistavallen                  |                                  |
| 19:30 | 19:30      |          | (0 – 2) Rapport | 24′ Karlsson 34′ Helander 55′ Rashidi Nik 60′ Forsman Ekfeldt 69′ Wegerman 70′ Burström 75′ Korhonen | Ekerö Domare: Laura Rapp (Årsta) | Ekerö Domare: Laura Rapp (Årsta) |
| 19:30 | 19:30      |          |                 | | Ekerö Domare: Laura Rapp (Årsta) | Ekerö Domare: Laura Rapp (Årsta) |
| 19:30 | 19:30      |          |                 | | Ekerö Domare: Laura Rapp (Årsta) | Ekerö Domare: Laura Rapp (Årsta) |

| 21    | 7 maj 2013 | Alnö IF | 0 – 5           | Östersunds DFF                                         | Kubikenborgs konstgräs                                  |                                                         |
| 20:15 | 20:15      |         | (0 – 1) Rapport | 42′ Ingalls 49′, 57′ Landin 66′ Jonasson 90′ Johansson | Kubikenborg Publik: 53 Domare: Anton Öström (Östersund) | Kubikenborg Publik: 53 Domare: Anton Öström (Östersund) |
| 20:15 | 20:15      |         |                 |                                                        | Kubikenborg Publik: 53 Domare: Anton Öström (Östersund) | Kubikenborg Publik: 53 Domare: Anton Öström (Östersund) |
| 20:15 | 20:15      |         |                 |                                                        | Kubikenborg Publik: 53 Domare: Anton Öström (Östersund) | Kubikenborg Publik: 53 Domare: Anton Öström (Östersund) |

| 22    | 8 maj 2013 | Landvetter IF 2003 | 0 – 2           | Holmalunds IF        | Landvetter IP                               |                                             |
| 19:00 | 19:00      |                    | (0 – 0) Rapport | 54′ Sjöberg 90′ Holm | Landvetter Domare: Mofid Hammudeh (Angered) | Landvetter Domare: Mofid Hammudeh (Angered) |
| 19:00 | 19:00      |                    |                 |                      | Landvetter Domare: Mofid Hammudeh (Angered) | Landvetter Domare: Mofid Hammudeh (Angered) |
| 19:00 | 19:00      |                    |                 |                      | Landvetter Domare: Mofid Hammudeh (Angered) | Landvetter Domare: Mofid Hammudeh (Angered) |

| 23    | 8 maj 2013 | Borens IK | 1 – 0           | IFK Nyköping | Borens IP                                          |                                                    |
| 19:00 | 19:00      | Rexhi 52′ | (0 – 0) Rapport |              | Motala Publik: 50 Domare: Peter Adolfsson (Motala) | Motala Publik: 50 Domare: Peter Adolfsson (Motala) |
| 19:00 | 19:00      |           |                 |              | Motala Publik: 50 Domare: Peter Adolfsson (Motala) | Motala Publik: 50 Domare: Peter Adolfsson (Motala) |
| 19:00 | 19:00      |           |                 |              | Motala Publik: 50 Domare: Peter Adolfsson (Motala) | Motala Publik: 50 Domare: Peter Adolfsson (Motala) |

| 24    | 8 maj 2013 | Moheds SK  | 1 – 10          | Korsnäs IF FK                                                                                   | Lägervallen                                       |                                                   |
| 19:30 | 19:30      | Medina 50′ | (0 – 4) Rapport | 29′ Källberg 32′ Kayal 41′ Källström 44′, 70′, 80′, 90′ Zandén 55′ Roddar 78′ Kastemyr 83′ Haga | Mohed Publik: 45 Domare: Erik Jonsson (Söderhamn) | Mohed Publik: 45 Domare: Erik Jonsson (Söderhamn) |
| 19:30 | 19:30      |            |                 |                                                                                                 | Mohed Publik: 45 Domare: Erik Jonsson (Söderhamn) | Mohed Publik: 45 Domare: Erik Jonsson (Söderhamn) |
| 19:30 | 19:30      |            |                 |                                                                                                 | Mohed Publik: 45 Domare: Erik Jonsson (Söderhamn) | Mohed Publik: 45 Domare: Erik Jonsson (Söderhamn) |

| 25    | 8 maj 2013 | Gimo IF FK | 0 – 1           | Bollstanäs SK | Gimo Konstgräs                                   |                                                  |
| 20:00 | 20:00      |            | (0 – 1) Rapport | 34′ Jammeh    | Gimo Publik: 100 Domare: Jeton Mustini (Uppsala) | Gimo Publik: 100 Domare: Jeton Mustini (Uppsala) |
| 20:00 | 20:00      |            |                 |               | Gimo Publik: 100 Domare: Jeton Mustini (Uppsala) | Gimo Publik: 100 Domare: Jeton Mustini (Uppsala) |
| 20:00 | 20:00      |            |                 |               | Gimo Publik: 100 Domare: Jeton Mustini (Uppsala) | Gimo Publik: 100 Domare: Jeton Mustini (Uppsala) |

| 26    | 9 maj 2013 | Rimbo IF    | 1 – 4           | IF Brommapojkarna                         | IP Arkadien                                    |                                                |
| 14:00 | 14:00      | Huhtala 65′ | (0 – 3) Rapport | 9′, 17′ Norlin 36′ Regefalk 63′ Lindkvist | Rimbo Publik: 74 Domare: Anders Thor (Uppsala) | Rimbo Publik: 74 Domare: Anders Thor (Uppsala) |
| 14:00 | 14:00      |             |                 |                                           | Rimbo Publik: 74 Domare: Anders Thor (Uppsala) | Rimbo Publik: 74 Domare: Anders Thor (Uppsala) |
| 14:00 | 14:00      |             |                 |                                           | Rimbo Publik: 74 Domare: Anders Thor (Uppsala) | Rimbo Publik: 74 Domare: Anders Thor (Uppsala) |

| 27    | 9 maj 2013 | Byske IF | 0 – 5           | Notvikens IK                             | Skogsvallen IP                                     |                                                    |
| 16:30 | 16:30      |          | (0 – 2) Rapport | 26′, 28′, 69′ Rönnberg 67′, 84′ Lindbäck | Skellefteå Publik: 8 Domare: Peder Lindfors (Kåge) | Skellefteå Publik: 8 Domare: Peder Lindfors (Kåge) |
| 16:30 | 16:30      |          |                 |                                          | Skellefteå Publik: 8 Domare: Peder Lindfors (Kåge) | Skellefteå Publik: 8 Domare: Peder Lindfors (Kåge) |
| 16:30 | 16:30      |          |                 |                                          | Skellefteå Publik: 8 Domare: Peder Lindfors (Kåge) | Skellefteå Publik: 8 Domare: Peder Lindfors (Kåge) |

| 28    | 14 maj 2013 | Lörby IF          | 2 – 1           | Veberöds AIF | Lörby Park                              |                                         |
| 19:00 | 19:00       | Lundgren 16′, 68′ | (1 – 0) Rapport | 56′ Nilsson  | Lörby Domare: Martin Miletic (Kallinge) | Lörby Domare: Martin Miletic (Kallinge) |
| 19:00 | 19:00       |                   |                 |              | Lörby Domare: Martin Miletic (Kallinge) | Lörby Domare: Martin Miletic (Kallinge) |
| 19:00 | 19:00       |                   |                 |              | Lörby Domare: Martin Miletic (Kallinge) | Lörby Domare: Martin Miletic (Kallinge) |

| 29    | 14 maj 2013 | Skövde KIK | 0 – 1           | IK Gauthiod  | Södermalms IP                            |                                          |
| 19:00 | 19:00       |            | (0 – 1) Rapport | 5′ Österberg | Skövde Domare: Mikael Andersson (Skövde) | Skövde Domare: Mikael Andersson (Skövde) |
| 19:00 | 19:00       |            |                 |              | Skövde Domare: Mikael Andersson (Skövde) | Skövde Domare: Mikael Andersson (Skövde) |
| 19:00 | 19:00       |            |                 |              | Skövde Domare: Mikael Andersson (Skövde) | Skövde Domare: Mikael Andersson (Skövde) |

| 30    | 14 maj 2013 | Ljusdals IF | 0 – 1           | IFK Gävle           | Älvvallen                                 |                                           |
| 19:00 | 19:00       |             | (0 – 0) Rapport | 90+1′ (str.) Sandin | Ljusdal Domare: Håkan Lindqvist (Enånger) | Ljusdal Domare: Håkan Lindqvist (Enånger) |
| 19:00 | 19:00       |             |                 |                     | Ljusdal Domare: Håkan Lindqvist (Enånger) | Ljusdal Domare: Håkan Lindqvist (Enånger) |
| 19:00 | 19:00       |             |                 |                     | Ljusdal Domare: Håkan Lindqvist (Enånger) | Ljusdal Domare: Håkan Lindqvist (Enånger) |

| 31    | 14 maj 2013 | Bele Barkarby FF | 0 – 4           | Enskede IK                                        | Veddestavallen                      |                                     |
| 19:30 | 19:30       |                  | (0 – 2) Rapport | 8′ Lundqvist 34′ Ekblom 72′ Säflund 84′ Jörgensen | Järfälla Domare: Laura Rapp (Årsta) | Järfälla Domare: Laura Rapp (Årsta) |
| 19:30 | 19:30       |                  |                 |                                                   | Järfälla Domare: Laura Rapp (Årsta) | Järfälla Domare: Laura Rapp (Årsta) |
| 19:30 | 19:30       |                  |                 |                                                   | Järfälla Domare: Laura Rapp (Årsta) | Järfälla Domare: Laura Rapp (Årsta) |

| 32    | 14 maj 2013 | Avesta AIK | 0 – 7           | Tierps IF                                                           | Avestavallen                               |                                            |
| 19:30 | 19:30       |            | (0 – 4) Rapport | 17′ Theberg 31′, 42′ Hägglund 40′ Dowd 48′ Linde 63′, 81′ Ersmarker | Avesta Domare: Sandra Carlsson (Stockholm) | Avesta Domare: Sandra Carlsson (Stockholm) |
| 19:30 | 19:30       |            |                 |                                                                     | Avesta Domare: Sandra Carlsson (Stockholm) | Avesta Domare: Sandra Carlsson (Stockholm) |
| 19:30 | 19:30       |            |                 |                                                                     | Avesta Domare: Sandra Carlsson (Stockholm) | Avesta Domare: Sandra Carlsson (Stockholm) |

| 33    | 14 maj 2013 | Mariehem SK             | 2 – 2 (e.fl.)              | Själevads IK                       | MSK Arena                                  |                                            |
| 19:30 | 19:30       | Brandén 29′ Jonsson 72′ | (1 – 2) Rapport            | 10′, 32′ Eriksson                  | Umeå Publik: 10 Domare: Hanna Grahn (Umeå) | Umeå Publik: 10 Domare: Hanna Grahn (Umeå) |
| 19:30 | 19:30       |                         |                            |                                    | Umeå Publik: 10 Domare: Hanna Grahn (Umeå) | Umeå Publik: 10 Domare: Hanna Grahn (Umeå) |
| 19:30 | 19:30       | Vikner                  | Straffsparksläggning 3 – 6 | Berglund Lundholm Eriksson Persson | Umeå Publik: 10 Domare: Hanna Grahn (Umeå) | Umeå Publik: 10 Domare: Hanna Grahn (Umeå) |

| 34    | 15 maj 2013 | IK Tun      | 1 – 4           | Smedby AIS                             | Enstaberga Idrottsplats                                 |                                                         |
| 19:00 | 19:00       | Jönsson 48′ | (0 – 0) Rapport | 46′, 52′ Ågren 67′ Ederström 73′ Yakob | Enstaberga Publik: 60 Domare: Omid Abdulla (Eskilstuna) | Enstaberga Publik: 60 Domare: Omid Abdulla (Eskilstuna) |
| 19:00 | 19:00       |             |                 |                                        | Enstaberga Publik: 60 Domare: Omid Abdulla (Eskilstuna) | Enstaberga Publik: 60 Domare: Omid Abdulla (Eskilstuna) |
| 19:00 | 19:00       |             |                 |                                        | Enstaberga Publik: 60 Domare: Omid Abdulla (Eskilstuna) | Enstaberga Publik: 60 Domare: Omid Abdulla (Eskilstuna) |

| 35    | 15 maj 2013 | BK Tinnis                                   | 4 – 0           | Ormaryds IF | Karlbergsplan                                         |                                                       |
| 19:30 | 19:30       | Herrero 50′, 56′ Svensson 70′ Andersson 72′ | (0 – 0) Rapport |             | Linköping Publik: 45 Domare: Josefine Wallin (Mjölby) | Linköping Publik: 45 Domare: Josefine Wallin (Mjölby) |
| 19:30 | 19:30       |                                             |                 |             | Linköping Publik: 45 Domare: Josefine Wallin (Mjölby) | Linköping Publik: 45 Domare: Josefine Wallin (Mjölby) |
| 19:30 | 19:30       |                                             |                 |             | Linköping Publik: 45 Domare: Josefine Wallin (Mjölby) | Linköping Publik: 45 Domare: Josefine Wallin (Mjölby) |

| 36    | 15 maj 2013 | Eskilsminne DIF    | 2 – 0           | IF Böljan | Västergårds IP                                           |                                                          |
| 19:30 | 19:30       | Rundkvist 27′, 70′ | (1 – 0) Rapport |           | Helsingborg Publik: 50 Domare: Jilan Taher (Helsingborg) | Helsingborg Publik: 50 Domare: Jilan Taher (Helsingborg) |
| 19:30 | 19:30       |                    |                 |           | Helsingborg Publik: 50 Domare: Jilan Taher (Helsingborg) | Helsingborg Publik: 50 Domare: Jilan Taher (Helsingborg) |
| 19:30 | 19:30       |                    |                 |           | Helsingborg Publik: 50 Domare: Jilan Taher (Helsingborg) | Helsingborg Publik: 50 Domare: Jilan Taher (Helsingborg) |

| 37    | 15 maj 2013 | Hässelby SK FF | 0 – 2           | Fanna BK                  | Hässelby IP                                           |                                                       |
| 20:30 | 20:30       |                | (0 – 1) Rapport | 19′ Pettersson 52′ Moberg | Hässelby Publik: 75 Domare: Cecilia Ekwall (Vendelsö) | Hässelby Publik: 75 Domare: Cecilia Ekwall (Vendelsö) |
| 20:30 | 20:30       |                |                 |                           | Hässelby Publik: 75 Domare: Cecilia Ekwall (Vendelsö) | Hässelby Publik: 75 Domare: Cecilia Ekwall (Vendelsö) |
| 20:30 | 20:30       |                |                 |                           | Hässelby Publik: 75 Domare: Cecilia Ekwall (Vendelsö) | Hässelby Publik: 75 Domare: Cecilia Ekwall (Vendelsö) |

| 38    | 22 maj 2013 | BK Höllviken | 0 – 3           | FC Hessleholm                            | Höllvikens IP                                   |                                                 |
| 19:30 | 19:30       |              | (0 – 1) Rapport | 34′ Holmberg 64′ Wennerberg 74′ Kernehed | Höllviken Publik: 27 Domare: Bujar Fetiu (Oxie) | Höllviken Publik: 27 Domare: Bujar Fetiu (Oxie) |
| 19:30 | 19:30       |              |                 |                                          | Höllviken Publik: 27 Domare: Bujar Fetiu (Oxie) | Höllviken Publik: 27 Domare: Bujar Fetiu (Oxie) |
| 19:30 | 19:30       |              |                 |                                          | Höllviken Publik: 27 Domare: Bujar Fetiu (Oxie) | Höllviken Publik: 27 Domare: Bujar Fetiu (Oxie) |

### Omgång 2
| 39    | 4 juni 2013 | Korsnäs IF FK | 1 – 2           | Västerås IK                     | Lindvallen                                           |                                                      |
| 19:30 | 19:30       | Hult 56′      | (0 – 2) Rapport | 16′ Segerholm 43′ Lundblad Roth | Falun Publik: 42 Domare: Josefin Aronsson (Borlänge) | Falun Publik: 42 Domare: Josefin Aronsson (Borlänge) |
| 19:30 | 19:30       |               |                 |                                 | Falun Publik: 42 Domare: Josefin Aronsson (Borlänge) | Falun Publik: 42 Domare: Josefin Aronsson (Borlänge) |
| 19:30 | 19:30       |               |                 |                                 | Falun Publik: 42 Domare: Josefin Aronsson (Borlänge) | Falun Publik: 42 Domare: Josefin Aronsson (Borlänge) |

| 40    | 6 juni 2013 | P18 IK | 0 – 8           | Älta IF                                                                          | Visborgsvallen                         |                                        |
| 13:00 | 13:00       |        | (0 – 5) Rapport | 10′, 23′ Lechner 25′ Kempe 27′, 73′ Hedell 42′ Frimodig 72′ Tröjbom 90′ Lundgren | Visby Domare: Wictor Nordström (Visby) | Visby Domare: Wictor Nordström (Visby) |
| 13:00 | 13:00       |        |                 |                                                                                  | Visby Domare: Wictor Nordström (Visby) | Visby Domare: Wictor Nordström (Visby) |
| 13:00 | 13:00       |        |                 |                                                                                  | Visby Domare: Wictor Nordström (Visby) | Visby Domare: Wictor Nordström (Visby) |

| 41    | 10 juni 2013 | Holmalunds IF          | 2 – 5           | Lidköpings FK                                    | Brogårdsvallen                               |                                              |
| 19:00 | 19:00        | Sjöberg 14′ Sultan 74′ | (1 – 2) Rapport | 33′, 59′, 75′ Lagerbratt 45′ Reinhardt 83′ Öberg | Alingsås Domare: Bekim Ajrizaj (Trollhättan) | Alingsås Domare: Bekim Ajrizaj (Trollhättan) |
| 19:00 | 19:00        |                        |                 |                                                  | Alingsås Domare: Bekim Ajrizaj (Trollhättan) | Alingsås Domare: Bekim Ajrizaj (Trollhättan) |
| 19:00 | 19:00        |                        |                 |                                                  | Alingsås Domare: Bekim Ajrizaj (Trollhättan) | Alingsås Domare: Bekim Ajrizaj (Trollhättan) |

| 42    | 12 juni 2013 | Fanna BK    | 1 – 4 (e.fl.)   | IFK Täby FK                             | Korsängen                                            |                                                      |
| 20:00 | 20:00        | Lidback 32′ | (1 – 1) Rapport | 23′, 101′ Rolin 98′ Lundin 110′ Persson | Enköping Publik: 69 Domare: Jessica Öhrn (Strängnäs) | Enköping Publik: 69 Domare: Jessica Öhrn (Strängnäs) |
| 20:00 | 20:00        |             |                 |                                         | Enköping Publik: 69 Domare: Jessica Öhrn (Strängnäs) | Enköping Publik: 69 Domare: Jessica Öhrn (Strängnäs) |
| 20:00 | 20:00        |             |                 |                                         | Enköping Publik: 69 Domare: Jessica Öhrn (Strängnäs) | Enköping Publik: 69 Domare: Jessica Öhrn (Strängnäs) |

| 43    | 25 juni 2013 | Stångenäs AIS               | 2 – 5           | Hovås Billdal IF                       | Brastad Arena                                             |                                                           |
| 19:00 | 19:00        | Söreklint 21′ Holmqvist 33′ | (2 – 2) Rapport | 7′, 46′, 70′, 76′ Baldebo 29′ Fredborg | Brastad Publik: 40 Domare: Adnan Busuladzic (Stenungsund) | Brastad Publik: 40 Domare: Adnan Busuladzic (Stenungsund) |
| 19:00 | 19:00        |                             |                 |                                        | Brastad Publik: 40 Domare: Adnan Busuladzic (Stenungsund) | Brastad Publik: 40 Domare: Adnan Busuladzic (Stenungsund) |
| 19:00 | 19:00        |                             |                 |                                        | Brastad Publik: 40 Domare: Adnan Busuladzic (Stenungsund) | Brastad Publik: 40 Domare: Adnan Busuladzic (Stenungsund) |

| 44    | 2 juli 2013 | Skurups AIF                                            | 5 – 0           | BK Vången | Skurups IP                                         |                                                    |
| 19:00 | 19:00       | Kristensson 10′ Malmborg 66′ Lundahl 71′, 80′ Frej 84′ | (1 – 0) Rapport |           | Skurup Publik: 78 Domare: Serhan Elias Sen (Malmö) | Skurup Publik: 78 Domare: Serhan Elias Sen (Malmö) |
| 19:00 | 19:00       |                                                        |                 |           | Skurup Publik: 78 Domare: Serhan Elias Sen (Malmö) | Skurup Publik: 78 Domare: Serhan Elias Sen (Malmö) |
| 19:00 | 19:00       |                                                        |                 |           | Skurup Publik: 78 Domare: Serhan Elias Sen (Malmö) | Skurup Publik: 78 Domare: Serhan Elias Sen (Malmö) |

| 45    | 18 juli 2013 | Alviks IK  | 1 – 2 (e.fl.)   | Sunnanå SK               | Liko Arena                                        |                                                   |
| 19:30 | 19:30        | Edlund 90′ | (0 – 0) Rapport | 48′ Holmberg 105′ Nordin | Luleå Publik: 82 Domare: Per Anders Blind (Luleå) | Luleå Publik: 82 Domare: Per Anders Blind (Luleå) |
| 19:30 | 19:30        |            |                 |                          | Luleå Publik: 82 Domare: Per Anders Blind (Luleå) | Luleå Publik: 82 Domare: Per Anders Blind (Luleå) |
| 19:30 | 19:30        |            |                 |                          | Luleå Publik: 82 Domare: Per Anders Blind (Luleå) | Luleå Publik: 82 Domare: Per Anders Blind (Luleå) |

| 46    | 20 juli 2013 | Själevads IK                                  | 4 – 3           | Krokom/Dvärsätt IF                 | Själevads IP                                             |                                                          |
| 13:00 | 13:00        | Engvall Ward 4′, 72′ Eriksson 28′ Larsson 53′ | (2 – 2) Rapport | 15′ Hamlin 44′ Bäckman 59′ Blosser | Själevad Publik: 71 Domare: Peter Näslund (Örnsköldsvik) | Själevad Publik: 71 Domare: Peter Näslund (Örnsköldsvik) |
| 13:00 | 13:00        |                                               |                 |                                    | Själevad Publik: 71 Domare: Peter Näslund (Örnsköldsvik) | Själevad Publik: 71 Domare: Peter Näslund (Örnsköldsvik) |
| 13:00 | 13:00        |                                               |                 |                                    | Själevad Publik: 71 Domare: Peter Näslund (Örnsköldsvik) | Själevad Publik: 71 Domare: Peter Näslund (Örnsköldsvik) |

| 47    | 20 juli 2013 | IF Viken      | 1 – 4           | Mallbackens IF                     | Rösvallen                                       |                                                 |
| 15:00 | 15:00        | Andersson 25′ | (1 – 2) Rapport | 20′ Karlenäs 37′, 65′, 70′ Larsson | Åmål Publik: 250 Domare: Karl Hammar (Västerås) | Åmål Publik: 250 Domare: Karl Hammar (Västerås) |
| 15:00 | 15:00        |               |                 |                                    | Åmål Publik: 250 Domare: Karl Hammar (Västerås) | Åmål Publik: 250 Domare: Karl Hammar (Västerås) |
| 15:00 | 15:00        |               |                 |                                    | Åmål Publik: 250 Domare: Karl Hammar (Västerås) | Åmål Publik: 250 Domare: Karl Hammar (Västerås) |

| 48    | 21 juli 2013 | Östersunds DFF | 0 – 4           | Kvarnsvedens IK                            | Hofvallens IP                                          |                                                        |
| 16:00 | 16:00        |                | (0 – 1) Rapport | 35′ Philbin 50′, 53′ Gråhns 62′ Danielsson | Östersund Publik: 97 Domare: Camilla Eriksson (Hallen) | Östersund Publik: 97 Domare: Camilla Eriksson (Hallen) |
| 16:00 | 16:00        |                |                 |                                            | Östersund Publik: 97 Domare: Camilla Eriksson (Hallen) | Östersund Publik: 97 Domare: Camilla Eriksson (Hallen) |
| 16:00 | 16:00        |                |                 |                                            | Östersund Publik: 97 Domare: Camilla Eriksson (Hallen) | Östersund Publik: 97 Domare: Camilla Eriksson (Hallen) |

| 49    | 22 juli 2013 | Torslanda IK | 0 – 5           | Kungsbacka DFF                          | Torslandavallen                           |                                           |
| 19:00 | 19:00        |              | (0 – 3) Rapport | 28′, 39′, 71′, 85′ Asperot 38′ Svensson | Torslanda Domare: Adnan Tongur (Göteborg) | Torslanda Domare: Adnan Tongur (Göteborg) |
| 19:00 | 19:00        |              |                 |                                         | Torslanda Domare: Adnan Tongur (Göteborg) | Torslanda Domare: Adnan Tongur (Göteborg) |
| 19:00 | 19:00        |              |                 |                                         | Torslanda Domare: Adnan Tongur (Göteborg) | Torslanda Domare: Adnan Tongur (Göteborg) |

| 50    | 23 juli 2013 | FC Hessleholm | 0 – 13          | FC Rosengård                                                                                     | Österås IP                                             |                                                        |
| 19:30 | 19:30        |               | (0 – 8) Rapport | 7′ Welin 13′, 45′, 58′ Rincon 14′, 36′, 43′ Melis 20′ Rubensson 35′, 63′, 66′, 79′, 87′ Bachmann | Hässleholm Publik: 448 Domare: Helena Ögren (Tygelsjö) | Hässleholm Publik: 448 Domare: Helena Ögren (Tygelsjö) |
| 19:30 | 19:30        |               |                 |                                                                                                  | Hässleholm Publik: 448 Domare: Helena Ögren (Tygelsjö) | Hässleholm Publik: 448 Domare: Helena Ögren (Tygelsjö) |
| 19:30 | 19:30        |               |                 |                                                                                                  | Hässleholm Publik: 448 Domare: Helena Ögren (Tygelsjö) | Hässleholm Publik: 448 Domare: Helena Ögren (Tygelsjö) |

| 51    | 24 juli 2013 | Spölands Vännäs IF | 0 – 7           | Umeå IK FF                                    | Vännäs IP                                          |                                                    |
| 18:30 | 18:30        |                    | (0 – 3) Rapport | 26′, 39′, 42′, 74′, 77′, 89′ Hurtig 69′ Ågren | Vännäs Publik: 240 Domare: Jonathan Forsman (Umeå) | Vännäs Publik: 240 Domare: Jonathan Forsman (Umeå) |
| 18:30 | 18:30        |                    |                 |                                               | Vännäs Publik: 240 Domare: Jonathan Forsman (Umeå) | Vännäs Publik: 240 Domare: Jonathan Forsman (Umeå) |
| 18:30 | 18:30        |                    |                 |                                               | Vännäs Publik: 240 Domare: Jonathan Forsman (Umeå) | Vännäs Publik: 240 Domare: Jonathan Forsman (Umeå) |

| 52    | 25 juli 2013 | Notvikens IK               | 2 – 8           | Piteå IF                                                                     | Tunavallen                                   |                                              |
| 19:00 | 19:00        | Forssberg 74′ Rönnberg 77′ | (0 – 5) Rapport | 1′ Markstedt 13′ Ordega 14′ Persson 26′, 35′, 67′ Forsmark 49′, 72′ Pedersen | Luleå Publik: 153 Domare: Hanna Grahn (Umeå) | Luleå Publik: 153 Domare: Hanna Grahn (Umeå) |
| 19:00 | 19:00        |                            |                 |                                                                              | Luleå Publik: 153 Domare: Hanna Grahn (Umeå) | Luleå Publik: 153 Domare: Hanna Grahn (Umeå) |
| 19:00 | 19:00        |                            |                 |                                                                              | Luleå Publik: 153 Domare: Hanna Grahn (Umeå) | Luleå Publik: 153 Domare: Hanna Grahn (Umeå) |

| 53    | 25 juli 2013 | IK Rössö Uddevalla | 1 – 8           | Jitex BK                                                                                | Ängevi                                       |                                              |
| 19:00 | 19:00        | Möller 87′         | (0 – 4) Rapport | 22′ Sandgren 35′ Fernström 38′, 50′, 80′ Sjölund 45′ Wahlberg 52′ Puranen 90′ Andersson | Uddevalla Domare: Rasmus Jendmyr (Uddevalla) | Uddevalla Domare: Rasmus Jendmyr (Uddevalla) |
| 19:00 | 19:00        |                    |                 |                                                                                         | Uddevalla Domare: Rasmus Jendmyr (Uddevalla) | Uddevalla Domare: Rasmus Jendmyr (Uddevalla) |
| 19:00 | 19:00        |                    |                 |                                                                                         | Uddevalla Domare: Rasmus Jendmyr (Uddevalla) | Uddevalla Domare: Rasmus Jendmyr (Uddevalla) |

| 54    | 29 juli 2013 | Karlskrona FF | 1 – 4           | IFK Kalmar                                | Hästö IP                                                 |                                                          |
| 19:00 | 19:00        | Enberg 43′    | (1 – 1) Rapport | 34′ Jones 78′, 80′ Johansson 90′ Karlsson | Karlskrona Publik: 63 Domare: Mattias Bengtsson (Rödeby) | Karlskrona Publik: 63 Domare: Mattias Bengtsson (Rödeby) |
| 19:00 | 19:00        |               |                 |                                           | Karlskrona Publik: 63 Domare: Mattias Bengtsson (Rödeby) | Karlskrona Publik: 63 Domare: Mattias Bengtsson (Rödeby) |
| 19:00 | 19:00        |               |                 |                                           | Karlskrona Publik: 63 Domare: Mattias Bengtsson (Rödeby) | Karlskrona Publik: 63 Domare: Mattias Bengtsson (Rödeby) |

| 55    | 30 juli 2013 | IK Huge       | 1 – 3           | AIK FF                          | Kastvallen                                         |                                                    |
| 19:00 | 19:00        | Östervall 51′ | (0 – 2) Rapport | 9′ Sharro 36′ Tegström 67′ Lund | Gävle Publik: 235 Domare: Louise Wisting (Uppsala) | Gävle Publik: 235 Domare: Louise Wisting (Uppsala) |
| 19:00 | 19:00        |               |                 |                                 | Gävle Publik: 235 Domare: Louise Wisting (Uppsala) | Gävle Publik: 235 Domare: Louise Wisting (Uppsala) |
| 19:00 | 19:00        |               |                 |                                 | Gävle Publik: 235 Domare: Louise Wisting (Uppsala) | Gävle Publik: 235 Domare: Louise Wisting (Uppsala) |

| 56    | 30 juli 2013 | IFK Gävle                          | 3 – 5           | Enskede IK                                      | Brynäsvallen                         |                                      |
| 19:00 | 19:00        | Åsenlund 10′ Persson 47′ Modin 58′ | (1 – 3) Rapport | 8′, 72′, 78′ Persson 37′ Nyreröd 40′ Gasslander | Gävle Domare: Thomas Sterner (Gävle) | Gävle Domare: Thomas Sterner (Gävle) |
| 19:00 | 19:00        |                                    |                 |                                                 | Gävle Domare: Thomas Sterner (Gävle) | Gävle Domare: Thomas Sterner (Gävle) |
| 19:00 | 19:00        |                                    |                 |                                                 | Gävle Domare: Thomas Sterner (Gävle) | Gävle Domare: Thomas Sterner (Gävle) |

| 57    | 30 juli 2013 | Tierps IF                       | 3 – 5           | IK Sirius FK                                     | Vegavallen                               |                                          |
| 19:00 | 19:00        | Linde 21′ Hägglund 25′ Dowd 40′ | (3 – 1) Rapport | 27′, 76′, 90′ Jansson 53′ Andersson 83′ Mattsson | Tierp Domare: Jennifer Laurin (Enköping) | Tierp Domare: Jennifer Laurin (Enköping) |
| 19:00 | 19:00        |                                 |                 |                                                  | Tierp Domare: Jennifer Laurin (Enköping) | Tierp Domare: Jennifer Laurin (Enköping) |
| 19:00 | 19:00        |                                 |                 |                                                  | Tierp Domare: Jennifer Laurin (Enköping) | Tierp Domare: Jennifer Laurin (Enköping) |

| 58    | 30 juli 2013 | Hittarps IK                                 | 3 – 10          | Limhamn Bunkeflo                                                                         | Laröds IP                               |                                         |
| 19:00 | 19:00        | Karlsson 40′ Westerblad 56′ Spangenberg 61′ | (1 – 2) Rapport | 2′ (sjm.) 17′, 52′ Persson 54′, 55′ Landau 67′, 81′ Johnsson 77′ Strand 90′, 90′ Jönsson | Laröd Domare: Jilan Taher (Helsingborg) | Laröd Domare: Jilan Taher (Helsingborg) |
| 19:00 | 19:00        |                                             |                 |                                                                                          | Laröd Domare: Jilan Taher (Helsingborg) | Laröd Domare: Jilan Taher (Helsingborg) |
| 19:00 | 19:00        |                                             |                 |                                                                                          | Laröd Domare: Jilan Taher (Helsingborg) | Laröd Domare: Jilan Taher (Helsingborg) |

| 59    | 30 juli 2013 | Stehags AIF | 1 – 6           | Eskilsminne DIF                                              | Gyavallen                                |                                          |
| 19:00 | 19:00        | Jönsson 83′ | (0 – 4) Rapport | 5′, 30′ Nyberg Spets 13′ Norberg 28′, 53′ Ademi 78′ Karlsson | Stehag Domare: Emil Persson (Landskrona) | Stehag Domare: Emil Persson (Landskrona) |
| 19:00 | 19:00        |             |                 |                                                              | Stehag Domare: Emil Persson (Landskrona) | Stehag Domare: Emil Persson (Landskrona) |
| 19:00 | 19:00        |             |                 |                                                              | Stehag Domare: Emil Persson (Landskrona) | Stehag Domare: Emil Persson (Landskrona) |

| 60    | 30 juli 2013 | Lillån FK | 0 – 6           | Sils IF                                                                         | Lillåvallen                                        |                                                    |
| 19:30 | 19:30        |           | (0 – 1) Rapport | 33′ Emanuelsson 55′, 86′ I. Johansson 70′ L. Johansson 76′ Holmgren 88′ Persson | Örebro Publik: 68 Domare: Albin Carlman (Fjugesta) | Örebro Publik: 68 Domare: Albin Carlman (Fjugesta) |
| 19:30 | 19:30        |           |                 |                                                                                 | Örebro Publik: 68 Domare: Albin Carlman (Fjugesta) | Örebro Publik: 68 Domare: Albin Carlman (Fjugesta) |
| 19:30 | 19:30        |           |                 |                                                                                 | Örebro Publik: 68 Domare: Albin Carlman (Fjugesta) | Örebro Publik: 68 Domare: Albin Carlman (Fjugesta) |

| 61    | 31 juli 2013 | Västerås BK 30 | 0 – 19           | Tyresö FF | Ringvallen                                            |                                                       |
| 19:00 | 19:00        |                | (0 – 11) Rapport | 5′, 31′, 38′, 44′, 51′, 74′, 87′, 90′ Press 9′, 20′, 23′, 32′ Marta 11′, 15′ van de Ven 33′ (sjm.) 47′ Egelryd 50′ Seger 64′ Dahlkvist 78′ Boquete | Västerås Publik: 950 Domare: Lovisa Johansson (Grums) | Västerås Publik: 950 Domare: Lovisa Johansson (Grums) |
| 19:00 | 19:00        |                |                  | | Västerås Publik: 950 Domare: Lovisa Johansson (Grums) | Västerås Publik: 950 Domare: Lovisa Johansson (Grums) |
| 19:00 | 19:00        |                |                  | | Västerås Publik: 950 Domare: Lovisa Johansson (Grums) | Västerås Publik: 950 Domare: Lovisa Johansson (Grums) |

| 62    | 31 juli 2013 | Bollstanäs SK       | 2 – 1           | Hammarby IF DFF | Bollstanäs IP                             |                                           |
| 19:00 | 19:00        | Jammeh 27′ Thim 60′ | (1 – 0) Rapport | 68′ Holmberg    | Upplands Väsby Domare: Laura Rapp (Årsta) | Upplands Väsby Domare: Laura Rapp (Årsta) |
| 19:00 | 19:00        |                     |                 |                 | Upplands Väsby Domare: Laura Rapp (Årsta) | Upplands Väsby Domare: Laura Rapp (Årsta) |
| 19:00 | 19:00        |                     |                 |                 | Upplands Väsby Domare: Laura Rapp (Årsta) | Upplands Väsby Domare: Laura Rapp (Årsta) |

| 63    | 31 juli 2013 | IFK Norrköping DFK | 1 – 3           | KIF Örebro DFF                                  | Bollspelaren                                                |                                                             |
| 19:00 | 19:00        | Memedov 12′        | (1 – 1) Rapport | 38′ Peterson Engström 54′ Martinkova 89′ Grabus | Norrköping Publik: 233 Domare: Alexander Özmen (Norrköping) | Norrköping Publik: 233 Domare: Alexander Özmen (Norrköping) |
| 19:00 | 19:00        |                    |                 |                                                 | Norrköping Publik: 233 Domare: Alexander Özmen (Norrköping) | Norrköping Publik: 233 Domare: Alexander Özmen (Norrköping) |
| 19:00 | 19:00        |                    |                 |                                                 | Norrköping Publik: 233 Domare: Alexander Özmen (Norrköping) | Norrköping Publik: 233 Domare: Alexander Özmen (Norrköping) |

| 64    | 31 juli 2013 | Borens IK    | 1 – 2           | Smedby AIS         | Borens IP                                                |                                                          |
| 19:00 | 19:00        | Johnsson 76′ | (0 – 2) Rapport | 10′, 39′ Ederström | Motala Publik: 132 Domare: Henrik Söderqvist (Linköping) | Motala Publik: 132 Domare: Henrik Söderqvist (Linköping) |
| 19:00 | 19:00        |              |                 |                    | Motala Publik: 132 Domare: Henrik Söderqvist (Linköping) | Motala Publik: 132 Domare: Henrik Söderqvist (Linköping) |
| 19:00 | 19:00        |              |                 |                    | Motala Publik: 132 Domare: Henrik Söderqvist (Linköping) | Motala Publik: 132 Domare: Henrik Söderqvist (Linköping) |

| 65    | 31 juli 2013 | BK Tinnis | 0 – 6           | Eskilstuna United DFF                                         | Karlbergsplan                               |                                             |
| 19:00 | 19:00        |           | (0 – 5) Rapport | 2′, 39′ Karlsson 15′, 19′ Johansson 26′ Blommé 75′ Blomstrand | Linköping Domare: Johan Wahlbom (Linköping) | Linköping Domare: Johan Wahlbom (Linköping) |
| 19:00 | 19:00        |           |                 |                                                               | Linköping Domare: Johan Wahlbom (Linköping) | Linköping Domare: Johan Wahlbom (Linköping) |
| 19:00 | 19:00        |           |                 |                                                               | Linköping Domare: Johan Wahlbom (Linköping) | Linköping Domare: Johan Wahlbom (Linköping) |

| 66    | 31 juli 2013 | Landsbro IF FK | 0 – 13          | Linköpings FC | Borovallen                                          |                                                     |
| 19:00 | 19:00        |                | (0 – 4) Rapport | 3′, 81′ Nordin 4′ Harder 25′, 52′, 90′ Blackstenius 41′, 56′ Andersson 48′ Samuelsson 61′, 89′ Slegers 62′ Larsson 83′ Lennartsson | Vetlanda Publik: 390 Domare: Sandra Werner (Kalmar) | Vetlanda Publik: 390 Domare: Sandra Werner (Kalmar) |
| 19:00 | 19:00        |                |                 | | Vetlanda Publik: 390 Domare: Sandra Werner (Kalmar) | Vetlanda Publik: 390 Domare: Sandra Werner (Kalmar) |
| 19:00 | 19:00        |                |                 | | Vetlanda Publik: 390 Domare: Sandra Werner (Kalmar) | Vetlanda Publik: 390 Domare: Sandra Werner (Kalmar) |

| 67    | 31 juli 2013 | IK Gauthiod | 0 – 7           | Kopparbergs/Göteborg FC                                              | Lunnevi                                                  |                                                          |
| 19:00 | 19:00        |             | (0 – 2) Rapport | 4′, 37′ Lindén 65′ Dyngvold 67′ Asante 69′, 76′ Averbuch 90′ Sjöberg | Grästorp Publik: 680 Domare: Sandra Österberg (Göteborg) | Grästorp Publik: 680 Domare: Sandra Österberg (Göteborg) |
| 19:00 | 19:00        |             |                 |                                                                      | Grästorp Publik: 680 Domare: Sandra Österberg (Göteborg) | Grästorp Publik: 680 Domare: Sandra Österberg (Göteborg) |
| 19:00 | 19:00        |             |                 |                                                                      | Grästorp Publik: 680 Domare: Sandra Österberg (Göteborg) | Grästorp Publik: 680 Domare: Sandra Österberg (Göteborg) |

| 68    | 31 juli 2013 | IFK Värnamo | 0 – 17          | Vittsjö GIK | Finnvedsvallen                               |                                              |
| 19:00 | 19:00        |             | (0 – 9) Rapport | 7′, 21′, 32′ Sjödahl 23′, 27′, 33′, 35′, 37′, 58′, 63′ Ross 42′ (sjm.) 56′ Nilsen 59′, 66′ S. Andersson 66′ Fletcher 76′ E. Andersson 87′ J. Andersson | Värnamo Domare: Jovan Krsmanovic (Jönköping) | Värnamo Domare: Jovan Krsmanovic (Jönköping) |
| 19:00 | 19:00        |             |                 | | Värnamo Domare: Jovan Krsmanovic (Jönköping) | Värnamo Domare: Jovan Krsmanovic (Jönköping) |
| 19:00 | 19:00        |             |                 | | Värnamo Domare: Jovan Krsmanovic (Jönköping) | Värnamo Domare: Jovan Krsmanovic (Jönköping) |

| 69    | 31 juli 2013 | Lörby IF | 0 – 2           | Kristianstads DFF              | Lörby Park                                        |                                                   |
| 19:00 | 19:00        |          | (0 – 2) Rapport | 1′ Vidarsdóttir 28′ Atladottir | Lörby Publik: 570 Domare: Helena Ögren (Tygelsjö) | Lörby Publik: 570 Domare: Helena Ögren (Tygelsjö) |
| 19:00 | 19:00        |          |                 |                                | Lörby Publik: 570 Domare: Helena Ögren (Tygelsjö) | Lörby Publik: 570 Domare: Helena Ögren (Tygelsjö) |
| 19:00 | 19:00        |          |                 |                                | Lörby Publik: 570 Domare: Helena Ögren (Tygelsjö) | Lörby Publik: 570 Domare: Helena Ögren (Tygelsjö) |

| 70    | 31 juli 2013 | IF Brommapojkarna                                                   | 6 – 3           | Djurgården                      | Grimsta IP                                             |                                                        |
| 19:30 | 19:30        | Norlander 16′, 34′ Arnell 22′ Norlin 50′ Dahlberg 58′ Borgström 73′ | (3 – 0) Rapport | 51′, 90+2′ Höglund 62′ Eriksson | Vällingby Publik: 98 Domare: Cecilia Ekwall (Vendelsö) | Vällingby Publik: 98 Domare: Cecilia Ekwall (Vendelsö) |
| 19:30 | 19:30        |                                                                     |                 |                                 | Vällingby Publik: 98 Domare: Cecilia Ekwall (Vendelsö) | Vällingby Publik: 98 Domare: Cecilia Ekwall (Vendelsö) |
| 19:30 | 19:30        |                                                                     |                 |                                 | Vällingby Publik: 98 Domare: Cecilia Ekwall (Vendelsö) | Vällingby Publik: 98 Domare: Cecilia Ekwall (Vendelsö) |

### Omgång 3
| 71    | 22 augusti 2013 | IFK Kalmar | 0 – 3           | Linköpings FC                        | Gröndals IP                                       |                                                   |
| 19:00 | 19:00           |            | (0 – 0) Rapport | 67′ Samuelsson 72′, 78′ Blackstenius | Kalmar Publik: 369 Domare: Sandra Werner (Kalmar) | Kalmar Publik: 369 Domare: Sandra Werner (Kalmar) |
| 19:00 | 19:00           |            |                 |                                      | Kalmar Publik: 369 Domare: Sandra Werner (Kalmar) | Kalmar Publik: 369 Domare: Sandra Werner (Kalmar) |
| 19:00 | 19:00           |            |                 |                                      | Kalmar Publik: 369 Domare: Sandra Werner (Kalmar) | Kalmar Publik: 369 Domare: Sandra Werner (Kalmar) |

| 72    | 27 augusti 2013 | Själevads IK | 0 – 7           | Umeå IK FF                                                     | Själevads IP                                           |                                                        |
| 18:00 | 18:00           |              | (0 – 5) Rapport | 3′, 45′ Hjohlman 12′, 43′, 71′ Chukwudi 28′ Hyyrynen 78′ Åberg | Själevad Publik: 320 Domare: Camilla Eriksson (Hallen) | Själevad Publik: 320 Domare: Camilla Eriksson (Hallen) |
| 18:00 | 18:00           |              |                 |                                                                | Själevad Publik: 320 Domare: Camilla Eriksson (Hallen) | Själevad Publik: 320 Domare: Camilla Eriksson (Hallen) |
| 18:00 | 18:00           |              |                 |                                                                | Själevad Publik: 320 Domare: Camilla Eriksson (Hallen) | Själevad Publik: 320 Domare: Camilla Eriksson (Hallen) |

| 73    | 27 augusti 2013 | Kungsbacka DFF | 1 – 4           | Kopparbergs/Göteborg FC                        | Tingbergsvallen                                           |                                                           |
| 18:00 | 18:00           | Asperot 63′    | (0 – 2) Rapport | 10′ Dyngvold 17′, 89′ Landström 51′ Segerström | Kungsbacka Publik: 563 Domare: Jenny Palmqvist (Göteborg) | Kungsbacka Publik: 563 Domare: Jenny Palmqvist (Göteborg) |
| 18:00 | 18:00           |                |                 |                                                | Kungsbacka Publik: 563 Domare: Jenny Palmqvist (Göteborg) | Kungsbacka Publik: 563 Domare: Jenny Palmqvist (Göteborg) |
| 18:00 | 18:00           |                |                 |                                                | Kungsbacka Publik: 563 Domare: Jenny Palmqvist (Göteborg) | Kungsbacka Publik: 563 Domare: Jenny Palmqvist (Göteborg) |

| 74    | 27 augusti 2013 | Kvarnsvedens IK                    | 1 – 1 (e.fl.)              | Mallbackens IF                     | Ljungbergsplanen                                         |                                                          |
| 19:00 | 19:00           | Philbin 77′                        | (0 – 0) Rapport            | 58′ Wallin                         | Borlänge Publik: 125 Domare: Josefin Aronsson (Borlänge) | Borlänge Publik: 125 Domare: Josefin Aronsson (Borlänge) |
| 19:00 | 19:00           |                                    |                            |                                    | Borlänge Publik: 125 Domare: Josefin Aronsson (Borlänge) | Borlänge Publik: 125 Domare: Josefin Aronsson (Borlänge) |
| 19:00 | 19:00           | Jonasson Salander Wikström Huecker | Straffsparksläggning 5 – 3 | Lauder Johansson Mattern Frykestam | Borlänge Publik: 125 Domare: Josefin Aronsson (Borlänge) | Borlänge Publik: 125 Domare: Josefin Aronsson (Borlänge) |

| 75    | 28 augusti 2013 | Piteå IF      | 1 – 0           | Sunnanå SK | LF Arena                                            |                                                     |
| 19:00 | 19:00           | Johansson 66′ | (0 – 0) Rapport |            | Piteå Publik: 303 Domare: Annika Andric (Stockholm) | Piteå Publik: 303 Domare: Annika Andric (Stockholm) |
| 19:00 | 19:00           |               |                 |            | Piteå Publik: 303 Domare: Annika Andric (Stockholm) | Piteå Publik: 303 Domare: Annika Andric (Stockholm) |
| 19:00 | 19:00           |               |                 |            | Piteå Publik: 303 Domare: Annika Andric (Stockholm) | Piteå Publik: 303 Domare: Annika Andric (Stockholm) |

| 76    | 28 augusti 2013 | Bollstanäs SK | 1 – 2           | AIK FF                 | Bollstanäs IP                             |                                           |
| 19:00 | 19:00           | Hedstad 90′   | (0 – 1) Rapport | 25′ Andersson 56′ Lund | Upplands Väsby Domare: Laura Rapp (Årsta) | Upplands Väsby Domare: Laura Rapp (Årsta) |
| 19:00 | 19:00           |               |                 |                        | Upplands Väsby Domare: Laura Rapp (Årsta) | Upplands Väsby Domare: Laura Rapp (Årsta) |
| 19:00 | 19:00           |               |                 |                        | Upplands Väsby Domare: Laura Rapp (Årsta) | Upplands Väsby Domare: Laura Rapp (Årsta) |

| 77    | 28 augusti 2013 | Sils IF       | 1 – 3           | Hovås Billdal IF                          | Sparbanksvallen                         |                                         |
| 19:00 | 19:00           | Bäckström 88′ | (0 – 2) Rapport | 20′ Johansson 23′ Nordenberg 87′ Fredborg | Götene Domare: Ghaleb Rajab (Falköping) | Götene Domare: Ghaleb Rajab (Falköping) |
| 19:00 | 19:00           |               |                 |                                           | Götene Domare: Ghaleb Rajab (Falköping) | Götene Domare: Ghaleb Rajab (Falköping) |
| 19:00 | 19:00           |               |                 |                                           | Götene Domare: Ghaleb Rajab (Falköping) | Götene Domare: Ghaleb Rajab (Falköping) |

| 78    | 28 augusti 2013 | Enskede IK                       | 3 – 4 (e.fl.)   | Älta IF                                        | Enskede IP                                                 |                                                            |
| 19:30 | 19:30           | Lundqvist 62′, 67′ Jörgensen 84′ | (0 – 1) Rapport | 20′ Odelius 47′ Bäckrud 66′ Elaine 111′ Hedell | Gamla Enskede Publik: 78 Domare: Cecilia Ekwall (Vendelsö) | Gamla Enskede Publik: 78 Domare: Cecilia Ekwall (Vendelsö) |
| 19:30 | 19:30           |                                  |                 |                                                | Gamla Enskede Publik: 78 Domare: Cecilia Ekwall (Vendelsö) | Gamla Enskede Publik: 78 Domare: Cecilia Ekwall (Vendelsö) |
| 19:30 | 19:30           |                                  |                 |                                                | Gamla Enskede Publik: 78 Domare: Cecilia Ekwall (Vendelsö) | Gamla Enskede Publik: 78 Domare: Cecilia Ekwall (Vendelsö) |

| 79    | 4 september 2013 | Smedby AIS | 0 – 6           | KIF Örebro DFF                                         | Smedby IP                                         |                                                   |
| 17:30 | 17:30            |            | (0 – 3) Rapport | 11′, 17′, 40′, 49′ Talonen-Torstensson 54′, 90′ Grabus | Norrköping Publik: 150 Domare: Laura Rapp (Årsta) | Norrköping Publik: 150 Domare: Laura Rapp (Årsta) |
| 17:30 | 17:30            |            |                 |                                                        | Norrköping Publik: 150 Domare: Laura Rapp (Årsta) | Norrköping Publik: 150 Domare: Laura Rapp (Årsta) |
| 17:30 | 17:30            |            |                 |                                                        | Norrköping Publik: 150 Domare: Laura Rapp (Årsta) | Norrköping Publik: 150 Domare: Laura Rapp (Årsta) |

| 80    | 4 september 2013 | Västerås IK | 0 – 6           | IK Sirius FK                                                      | Apalby IP                                   |                                             |
| 19:00 | 19:00            |             | (0 – 3) Rapport | 24′, 89′ Lundberg 38′ Egelryd 39′ Andersson 70′ Wallin 75′ Wixner | Västerås Domare: Jennifer Laurin (Enköping) | Västerås Domare: Jennifer Laurin (Enköping) |
| 19:00 | 19:00            |             |                 |                                                                   | Västerås Domare: Jennifer Laurin (Enköping) | Västerås Domare: Jennifer Laurin (Enköping) |
| 19:00 | 19:00            |             |                 |                                                                   | Västerås Domare: Jennifer Laurin (Enköping) | Västerås Domare: Jennifer Laurin (Enköping) |

| 81    | 4 september 2013 | Limhamn Bunkeflo | 0 – 4           | FC Rosengård                  | Limhamns IP                                            |                                                        |
| 19:00 | 19:00            |                  | (0 – 2) Rapport | 31′, 68′ Rincon 42′, 75′ Veje | Limhamns Publik: 527 Domare: Daniel Gorgievski (Ystad) | Limhamns Publik: 527 Domare: Daniel Gorgievski (Ystad) |
| 19:00 | 19:00            |                  |                 |                               | Limhamns Publik: 527 Domare: Daniel Gorgievski (Ystad) | Limhamns Publik: 527 Domare: Daniel Gorgievski (Ystad) |
| 19:00 | 19:00            |                  |                 |                               | Limhamns Publik: 527 Domare: Daniel Gorgievski (Ystad) | Limhamns Publik: 527 Domare: Daniel Gorgievski (Ystad) |

| 82    | 5 september 2013 | Skurups AIF | 0 – 11          | Vittsjö GIK | Skurups IP                                         |                                                    |
| 18:00 | 18:00            |             | (0 – 4) Rapport | 9′ S. Andersson 25′, 51′, 63′, 80′ Ross 28′ Yallop 29′ J. Andersson 64′ Adolfsson 72′ Van Den Berg 75′ Sjödahl 85′ Green | Skurup Publik: 602 Domare: Helena Ögren (Tygelsjö) | Skurup Publik: 602 Domare: Helena Ögren (Tygelsjö) |
| 18:00 | 18:00            |             |                 | | Skurup Publik: 602 Domare: Helena Ögren (Tygelsjö) | Skurup Publik: 602 Domare: Helena Ögren (Tygelsjö) |
| 18:00 | 18:00            |             |                 | | Skurup Publik: 602 Domare: Helena Ögren (Tygelsjö) | Skurup Publik: 602 Domare: Helena Ögren (Tygelsjö) |

| 83    | 7 september 2013 | IF Brommapojkarna | 0 – 4           | Tyresö FF                                 | Grimsta IP                                    |                                               |
| 16:00 | 16:00            |                   | (0 – 3) Rapport | 11′ van de Ven 28′, 33′ Hermoso 63′ Press | Vällingby Domare: Christoffer Aidesjö (Malmö) | Vällingby Domare: Christoffer Aidesjö (Malmö) |
| 16:00 | 16:00            |                   |                 |                                           | Vällingby Domare: Christoffer Aidesjö (Malmö) | Vällingby Domare: Christoffer Aidesjö (Malmö) |
| 16:00 | 16:00            |                   |                 |                                           | Vällingby Domare: Christoffer Aidesjö (Malmö) | Vällingby Domare: Christoffer Aidesjö (Malmö) |

| 84    | 10 september 2013 | IFK Täby FK | 1 – 2           | Eskilstuna United DFF       | Tibblevallen                                               |                                                            |
| 20:00 | 20:00             | Engberg 26′ | (1 – 1) Rapport | 25′ Blomstrand 75′ Svensson | Täby kommun Publik: 124 Domare: Jennifer Laurin (Enköping) | Täby kommun Publik: 124 Domare: Jennifer Laurin (Enköping) |
| 20:00 | 20:00             |             |                 |                             | Täby kommun Publik: 124 Domare: Jennifer Laurin (Enköping) | Täby kommun Publik: 124 Domare: Jennifer Laurin (Enköping) |
| 20:00 | 20:00             |             |                 |                             | Täby kommun Publik: 124 Domare: Jennifer Laurin (Enköping) | Täby kommun Publik: 124 Domare: Jennifer Laurin (Enköping) |

| 85    | 11 september 2013 | Lidköpings FK | 0 – 3           | Jitex BK                | IP Framnäs                                            |                                                       |
| 17:30 | 17:30             |               | (0 – 2) Rapport | 15′, 33′ Skog 61′ Rolfö | Lidköping Publik: 453 Domare: Sara Persson (Rävlanda) | Lidköping Publik: 453 Domare: Sara Persson (Rävlanda) |
| 17:30 | 17:30             |               |                 |                         | Lidköping Publik: 453 Domare: Sara Persson (Rävlanda) | Lidköping Publik: 453 Domare: Sara Persson (Rävlanda) |
| 17:30 | 17:30             |               |                 |                         | Lidköping Publik: 453 Domare: Sara Persson (Rävlanda) | Lidköping Publik: 453 Domare: Sara Persson (Rävlanda) |

| 86    | 24 september 2013 | Eskilsminne DIF | 0 – 6           | Kristianstads DFF                                  | Harlyckans IP                                 |                                               |
| 19:00 | 19:00             |                 | (0 – 4) Rapport | 8′, 68′ Björck 13′, 27′ Sadiku 41′ Borg 59′ Moberg | Helsingborg Domare: Jilan Taher (Helsingborg) | Helsingborg Domare: Jilan Taher (Helsingborg) |
| 19:00 | 19:00             |                 |                 |                                                    | Helsingborg Domare: Jilan Taher (Helsingborg) | Helsingborg Domare: Jilan Taher (Helsingborg) |
| 19:00 | 19:00             |                 |                 |                                                    | Helsingborg Domare: Jilan Taher (Helsingborg) | Helsingborg Domare: Jilan Taher (Helsingborg) |

### Omgång 4
| 87    | 28 februari 2014 | Hovås Billdal | 1 – 6           | Kristianstads DFF                                   | Valhalla 1 Konstgräs                            |                                                 |
| 19:00 | 19:00            | Fors 86′      | (0 – 3) Rapport | 6′ Liljegärd 19′, 23′, 55′ Moberg 50′, 61′ Carlsson | Göteborg Domare: Pernilla Larsson (Trollhättan) | Göteborg Domare: Pernilla Larsson (Trollhättan) |
| 19:00 | 19:00            |               |                 |                                                     | Göteborg Domare: Pernilla Larsson (Trollhättan) | Göteborg Domare: Pernilla Larsson (Trollhättan) |
| 19:00 | 19:00            |               |                 |                                                     | Göteborg Domare: Pernilla Larsson (Trollhättan) | Göteborg Domare: Pernilla Larsson (Trollhättan) |

| 88    | 1 mars 2014 | FC Rosengård      | 1 – 2           | KIF Örebro                          | Malmö IP                                          |                                                   |
| 16:00 | 16:00       | Gunnarsdottir 69′ | (0 – 1) Rapport | 14′ Talonen-Torstensson 90′ Michael | Malmö Publik: 150 Domare: Sara Persson (Rävlanda) | Malmö Publik: 150 Domare: Sara Persson (Rävlanda) |
| 16:00 | 16:00       |                   |                 |                                     | Malmö Publik: 150 Domare: Sara Persson (Rävlanda) | Malmö Publik: 150 Domare: Sara Persson (Rävlanda) |
| 16:00 | 16:00       |                   |                 |                                     | Malmö Publik: 150 Domare: Sara Persson (Rävlanda) | Malmö Publik: 150 Domare: Sara Persson (Rävlanda) |

| 89    | 15 mars 2014 | AIK                                          | 5 – 0           | Kvarnsvedens IK | Skytteholms IP                   |                                  |
| 16:00 | 16:00        | Tegström 10′, 21′, 59′ Lund 27′ Angeldal 67′ | (3 – 0) Rapport |                 | Solna Domare: Laura Rapp (Årsta) | Solna Domare: Laura Rapp (Årsta) |
| 16:00 | 16:00        |                                              |                 |                 | Solna Domare: Laura Rapp (Årsta) | Solna Domare: Laura Rapp (Årsta) |
| 16:00 | 16:00        |                                              |                 |                 | Solna Domare: Laura Rapp (Årsta) | Solna Domare: Laura Rapp (Årsta) |

| 90    | 16 mars 2014 | Älta IF   | 1 – 2           | IK Sirius             | Älta IP                                            |                                                    |
| 14:00 | 14:00        | Wiklander | (0 – 0) Rapport | 54′ Lundberg 78′ Wede | Nacka Publik: 250 Domare: Louise Wisting (Uppsala) | Nacka Publik: 250 Domare: Louise Wisting (Uppsala) |
| 14:00 | 14:00        |           |                 |                       | Nacka Publik: 250 Domare: Louise Wisting (Uppsala) | Nacka Publik: 250 Domare: Louise Wisting (Uppsala) |
| 14:00 | 14:00        |           |                 |                       | Nacka Publik: 250 Domare: Louise Wisting (Uppsala) | Nacka Publik: 250 Domare: Louise Wisting (Uppsala) |

| 91    | 16 mars 2014 | Vittsjö GIK  | 2 – 0           | Jitex BK | Österås IP                                    |                                               |
| 14:00 | 14:00        | Ross 5′, 13′ | (2 – 0) Rapport |          | Hässleholm Domare: Jenny Palmqvist (Göteborg) | Hässleholm Domare: Jenny Palmqvist (Göteborg) |
| 14:00 | 14:00        |              |                 |          | Hässleholm Domare: Jenny Palmqvist (Göteborg) | Hässleholm Domare: Jenny Palmqvist (Göteborg) |
| 14:00 | 14:00        |              |                 |          | Hässleholm Domare: Jenny Palmqvist (Göteborg) | Hässleholm Domare: Jenny Palmqvist (Göteborg) |

| 92    | 16 mars 2014 | Eskilstuna United | 0 – 2           | Tyresö FF                  | Tunavallen                                               |                                                          |
| 15:00 | 15:00        |                   | (0 – 1) Rapport | 28′ Press 89′ (str.) Marta | Eskilstuna Publik: 615 Domare: Annika Andric (Stockholm) | Eskilstuna Publik: 615 Domare: Annika Andric (Stockholm) |
| 15:00 | 15:00        |                   |                 |                            | Eskilstuna Publik: 615 Domare: Annika Andric (Stockholm) | Eskilstuna Publik: 615 Domare: Annika Andric (Stockholm) |
| 15:00 | 15:00        |                   |                 |                            | Eskilstuna Publik: 615 Domare: Annika Andric (Stockholm) | Eskilstuna Publik: 615 Domare: Annika Andric (Stockholm) |

| 93    | 18 mars 2014 | Linköpings FC                                | 3 – 1           | Kopparbergs/Göteborg FC | Linköping Arena                                          |                                                          |
| 19:00 | 19:00        | Slegers 61′ Blackstenius 67′ Lennartsson 85′ | (0 – 0) Rapport | 90′ Melis               | Linköping Publik: 137 Domare: Linn Andersson (Stockholm) | Linköping Publik: 137 Domare: Linn Andersson (Stockholm) |
| 19:00 | 19:00        |                                              |                 |                         | Linköping Publik: 137 Domare: Linn Andersson (Stockholm) | Linköping Publik: 137 Domare: Linn Andersson (Stockholm) |
| 19:00 | 19:00        |                                              |                 |                         | Linköping Publik: 137 Domare: Linn Andersson (Stockholm) | Linköping Publik: 137 Domare: Linn Andersson (Stockholm) |

| 94    | 29 mars 2014 | Umeå IK                   | 2 – 1 (e.fl.)   | Piteå IF      | FC Vindeln                                            |                                                       |
| 15:00 | 15:00        | Hurtig 29′ Sandström 116′ | (1 – 0) Rapport | 89′ Johansson | Vindeln Publik: 437 Domare: Annika Andric (Stockholm) | Vindeln Publik: 437 Domare: Annika Andric (Stockholm) |
| 15:00 | 15:00        |                           |                 |               | Vindeln Publik: 437 Domare: Annika Andric (Stockholm) | Vindeln Publik: 437 Domare: Annika Andric (Stockholm) |
| 15:00 | 15:00        |                           |                 |               | Vindeln Publik: 437 Domare: Annika Andric (Stockholm) | Vindeln Publik: 437 Domare: Annika Andric (Stockholm) |

### Kvartsfinaler
| 95    | 26 mars 2014 | KIF Örebro                                                     | 3 – 3 (e.fl.)              | Vittsjö GIK                                     | Behrn Arena                                           |                                                       |
| 18:00 | 18:00        | Martinkova 25′ Talonen-Torstensson 32′ Magnusson 111′          | (2 – 0) Rapport            | 49′ Nilsen 86′, 101′ Ross                       | Örebro Publik: 219 Domare: Linn Andersson (Stockholm) | Örebro Publik: 219 Domare: Linn Andersson (Stockholm) |
| 18:00 | 18:00        |                                                                |                            |                                                 | Örebro Publik: 219 Domare: Linn Andersson (Stockholm) | Örebro Publik: 219 Domare: Linn Andersson (Stockholm) |
| 18:00 | 18:00        | Pettersson-Engström Kukkonen Martinkova Magnusson Labbé Hallin | Straffsparksläggning 9 – 8 | Ross Yallop Van Den Berg Lauder Welin Andersson | Örebro Publik: 219 Domare: Linn Andersson (Stockholm) | Örebro Publik: 219 Domare: Linn Andersson (Stockholm) |

| 96    | 14 maj 2014 | IK Sirius | 0 – 3           | Linköpings FC            | Studenternas IP                           |                                           |
| 19:00 | 19:00       |           | (0 – 2) Rapport | 24′, 44′ Minde 87′ Rolfö | Uppsala Domare: Annika Andric (Stockholm) | Uppsala Domare: Annika Andric (Stockholm) |
| 19:00 | 19:00       |           |                 |                          | Uppsala Domare: Annika Andric (Stockholm) | Uppsala Domare: Annika Andric (Stockholm) |
| 19:00 | 19:00       |           |                 |                          | Uppsala Domare: Annika Andric (Stockholm) | Uppsala Domare: Annika Andric (Stockholm) |

| 97    | 15 maj 2014 | AIK                      | 2 – 4           | Kristianstads DFF                               | Skytteholms IP                                 |                                                |
| 16:30 | 16:30       | Sharro 35′ Sjölander 74′ | (1 – 3) Rapport | 5′ Rasmussen 33′ Banusic 36′ Moberg 55′ Persson | Solna Publik: 86 Domare: Tess Olofsson (Malmö) | Solna Publik: 86 Domare: Tess Olofsson (Malmö) |
| 16:30 | 16:30       |                          |                 |                                                 | Solna Publik: 86 Domare: Tess Olofsson (Malmö) | Solna Publik: 86 Domare: Tess Olofsson (Malmö) |
| 16:30 | 16:30       |                          |                 |                                                 | Solna Publik: 86 Domare: Tess Olofsson (Malmö) | Solna Publik: 86 Domare: Tess Olofsson (Malmö) |

| 98    | 28 maj 2014 | Tyresö FF | 0 – 2           | Umeå IK        | Tyresövallen                                    |                                                 |
| 18:00 | 18:00       |           | (0 – 2) Rapport | 5′, 33′ Hurtig | Örebro Publik: 90 Domare: Tess Olofsson (Malmö) | Örebro Publik: 90 Domare: Tess Olofsson (Malmö) |
| 18:00 | 18:00       |           |                 |                | Örebro Publik: 90 Domare: Tess Olofsson (Malmö) | Örebro Publik: 90 Domare: Tess Olofsson (Malmö) |
| 18:00 | 18:00       |           |                 |                | Örebro Publik: 90 Domare: Tess Olofsson (Malmö) | Örebro Publik: 90 Domare: Tess Olofsson (Malmö) |

### Semifinaler
| 99    | 29 maj 2014 | Kristianstads DFF          | 2 – 0           | KIF Örebro | Vilans IP                                                   |                                                             |
| 13:30 | 13:30       | Rasmussen 41′ Carlsson 58′ | (1 – 0) Rapport |            | Kristianstad Publik: 311 Domare: Linn Andersson (Stockholm) | Kristianstad Publik: 311 Domare: Linn Andersson (Stockholm) |
| 13:30 | 13:30       |                            |                 |            | Kristianstad Publik: 311 Domare: Linn Andersson (Stockholm) | Kristianstad Publik: 311 Domare: Linn Andersson (Stockholm) |
| 13:30 | 13:30       |                            |                 |            | Kristianstad Publik: 311 Domare: Linn Andersson (Stockholm) | Kristianstad Publik: 311 Domare: Linn Andersson (Stockholm) |

| 100   | 2 juli 2014 | Linköpings FC                      | 2 – 0           | Umeå IK | Linköping Arena                                              |                                                              |
| 18:30 | 18:30       | Blackstenius 18′ Harder 65′ (str.) | (1 – 0) Rapport |         | Linköping Publik: 387 Domare: Pernilla Larsson (Trollhättan) | Linköping Publik: 387 Domare: Pernilla Larsson (Trollhättan) |
| 18:30 | 18:30       |                                    |                 |         | Linköping Publik: 387 Domare: Pernilla Larsson (Trollhättan) | Linköping Publik: 387 Domare: Pernilla Larsson (Trollhättan) |
| 18:30 | 18:30       |                                    |                 |         | Linköping Publik: 387 Domare: Pernilla Larsson (Trollhättan) | Linköping Publik: 387 Domare: Pernilla Larsson (Trollhättan) |

### Final
| 101   | 7 augusti 2014 | Linköpings FC        | 2 – 1           | Kristianstads DFF | Linköping Arena                                         |                                                         |
| 19:00 | 19:00          | Rolfö 6′ Gajhede 58′ | (1 – 1) Rapport | 3′ Banusic        | Linköping Publik: 1 223 Domare: Sara Persson (Rävlanda) | Linköping Publik: 1 223 Domare: Sara Persson (Rävlanda) |
| 19:00 | 19:00          |                      |                 |                   | Linköping Publik: 1 223 Domare: Sara Persson (Rävlanda) | Linköping Publik: 1 223 Domare: Sara Persson (Rävlanda) |
| 19:00 | 19:00          |                      |                 |                   | Linköping Publik: 1 223 Domare: Sara Persson (Rävlanda) | Linköping Publik: 1 223 Domare: Sara Persson (Rävlanda) |

### Fotnoter
1. ↑  ”Fjärde cupguldet för Linköping”. svenskfotboll.se. Arkiverad från originalet den 16 mars 2016. https://web.archive.org/web/20160316173647/http://svenskfotboll.se/cuper-och-serier/svenska-cupen-damer/resultat-tidigare-ar/201314/. Läst 15 mars 2016.
2. ↑  ”Vittsjös elva slog ut Skurup”. damfotboll.com. 5 september 2013. Arkiverad från originalet den 30 mars 2020. https://web.archive.org/web/20200330092559/http://www.damfotboll.com/nyheter/2013/09/vittsjos-elva-slog-ut-skurup. Läst 15 mars 2016.